# ネオサパティスモ
ネオサパティスモ（スペイン語: Neozapatismo、サパティスモは誤り）は、サパティスタ民族解放軍（EZLN）などの活動の背景にあるメキシコ発の思想。ネオサパティスモの思想は無政府主義、マヤ人の伝統、マルクス主義、エミリアーノ・サパタの思想（サパティスモ）、マルコス副司令官の思想に基づく。サパティスタは1994年のサパティスタ蜂起とそれに続くチアパス紛争でチアパス州に小さな領地を有しており、ネオサパティスモの思想を採用している。ネオサパティスモの公式な創設者は存在しないが、その思想はマルコス副司令官とエミリアーノ・サパタの思想に由来している。ネオサパティスモの内容はリベタリアン社会主義、リベタリアンマルクス主義（自治主義を含む）、社会的無政府主義、無政府共産主義、無政府集産主義、無政府組合主義、地方自治主義、直接民主主義、急進民主主義に由来するとされる。ネオサパティスモとサパティスタの公式讃美歌はサパティスタの歌である。

## 経済

ネオサパティスタ運動の旗。

### 農本主義
ネオサパティスモの名前の由来であるエミリアーノ・サパタはメキシコの農本主義者で、プランテーションの土地を農場労働者に再分配することを求めてメキシコ政府に対する反乱を起こした。サパタはまずプランテーション農場主の土地収奪に抗議したが、効果がなかったため暴力に転じた。土地再分配はサパタが生涯追求した目標であり、現代のメキシコにおける農本主義のシンボルとなっている。サパティスタ民族解放軍（EZLN）も同様に、1917年メキシコ憲法で定められたが与党の制度的革命党（当時）が無視した農地改革を要求した。EZLNは政府と交渉するとき、メキシコからの独立は望まず自治のみ求め、またチアパス州の自然資源はチアパスの住民の利益になるよう使われるべきと主張した。

### リベタリアン社会主義
ネオサパティスモは基本的には左翼経済学の理論を採用しているが、最もよく知られているネオサパティスモの思想は資本主義グローバリゼーションへの反対である。そして、メキシコがグローバリゼーションを促進する北米自由貿易協定（NAFTA）に署名すると、サパティスタはNAFTAがメキシコの先住民族に経済上の悪影響を与えると考え、反乱を起こした。NAFTAの締結は同時にメキシコ憲法の第27条で定められた、メキシコの先住民族に対する土地補償の廃止を意味した。
サパティスタ占領地の経済は集産主義に基づくものであり、労働組合主義を取り入れた協同組合制を採用している。生産手段は公有物とされ、特定の所有者や監督者は存在しない。全ての経済活動は地産地消で自給自足であったが、産物を国際市場で発売して資金を集める場合もある。その最も有名な例はサパティスタのコーヒー協同組合であり、サパティスタ運動に莫大な収入を提供している。また、サパティスタは新自由主義に対抗して、自治と相互援助を実行している。サパティスタのコミュニティは反制度的な健康、教育、持続可能な農業を維持している。
サパティスタの協同組合は年1回の労働者総会が管理しており、3年毎に新しい行政委員会を選出している。労働者たちは現地市場にも国際市場にも依存せず、協同組合への協力などで製品やサービスに対する画一的な対価を得て、尊厳のある収入を得ることができる。この収入は時間が経つにつれて上昇する。労働者は共通した構造や技術支援を利用できる。労働者は協同組合の助けを得ているため、収入の一部を教育、医療などの社会組織の自治プログラムに提供する。

### 資本主義の理論
マルコス副司令官は自身の評論で冷戦を「第三次世界大戦」とし、新自由主義とグローバリゼーションが「第四次世界大戦」を構成していると主張した。彼はその評論で「第三次世界大戦」と「第四次世界大戦」を比較、「第三次世界大戦が様々な領域で様々な激しさをもって戦われた、資本主義と社会主義の衝突であれば、第四次世界大戦はグローバルで、常にとてつもない激しさをもって戦われる、大きな金融中心地の間の戦争となるだろう」と述べた。さらに、経済のグローバル化は金融政策を通じて惨害をもたらしたと主張した。これらの主張はサパティスタ全員が同意しているわけではないが、ネオサパティスタ思想とネオサパティスモを影響した。

## 政治組織

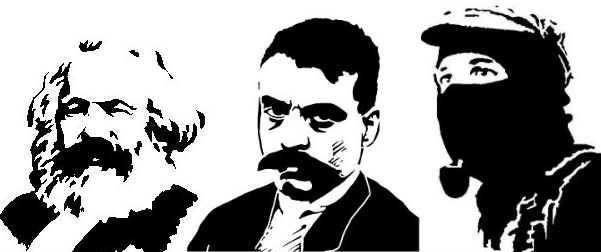
ネオサパティスモの思想の起源となった人物。

### 民主
サパティスタのコミュニティ組織は無政府主義に基づいており、全ての決定は分散化された直接民主制でなされた。このように組織した最初の理由は（サパティスタ占領地に住む）メキシコの先住民族に自治政府を与えるためであった。サパティスタ占領地のコミュニティが会合して地方事務を投票で決定する議会は善き統治評議会（JBG）と呼ばれた。直接民主制において、どんな課題でも議決にかけることができ、全ての議決は多数決で決められる。だれが統治するか、だれが投票できるかの制限は存在しない。1994年12月以降、サパティスタは占領地で徐々にサパティスタ反乱自治行政区（MAREZ）と呼ばれる自治体を形成した。これらの自治行政区の市民代表が善き統治評議会の議員となった。
サパティスタ反乱自治行政区の総会は週1回をもって、コミュニティの様々な課題に関する決定を下す。この集会は正式な官僚制度がなく、全ての市民が参加できる。コミュニティが下した決定は選挙で選出される代表に渡され、代表は決定を代表者委員会に告知する責務を持つ。この代表は輪番制であり、不適任者の解任もできる。この制度はできるだけ多くの人々が意見を述べられることが予想される。

### 非組織化
サパティスタにおける軍事「指揮官」には実質的な権力がなく、他人に行動を強制することはできない。軍事指揮官は革命の先陣という位置づけであり、サパティスタを知らない人々を教育して、サパティスタのために戦うよう促す程度である。「指揮官」の一部はサパティスタ運動のスポークスパーソンにすぎず、マルコスなどより有名な指揮官は指導者の合意で創り出されたキャラクターである。サパティスタの兵士が残虐行為や不正行為を行った場合、その兵士を攻撃することは許される。

## 社会規範

### 女性主義

女性主義ネオサパティスタの旗。

ネオサパティスモでは女性主義哲学が重要視される。女性は男性と同等に見られ、ラモナ司令官やエリサ副司令官など女性でもサパティスタの指導者になれる。1990年代では反乱軍の3分の1が女性であり、サパティスタの支持層に至っては半分が女性である。
女性主義は西洋化の結果とされるが、マヤ族の女性は「支配的な西洋文化とイデオロギーに侵されてきた[...]先住民族の伝統の復活と保全を試みつつ西洋のイデオロギーを取り入れる」ことに苦心している。先住民族女性主義は女性の闘争と先住民族に注目、女性主義を達成するために西洋の思想を取り入れつつ先住民族の伝統から解決策を探した。
サパティスタの女性はネオサパティスモの集団闘争にも、女性全体の闘争にも参加しており、サパティスタの指導者の1人であるアナ・マリア（Ana Maria）はインタビューで女性が「1月1日（サパティスタ蜂起）より参加しており、[...]女性の闘争は皆の闘争である。EZLNにおいて、私たちは自分の利益のために戦わず、メキシコに存在する問題、全ての不公平、全ての周縁化、全ての貧困、メキシコの女性が受けている全ての搾取に対して闘争する。EZLNにおける私たちの闘争はチアパスの女性のためだけでなく、メキシコ人全員のためである」と述べた。
西洋資本主義の影響下では性別と労働者の役割の柔軟さが弱まり、先住民族の文化と伝統労働におけるそれよりも弱い。「先住民族女性の貨幣経済への参入は生計に関わる家庭労働が労働力による再現で代替できるようになり、家庭内の女性の権力を弱らせた。先住民族男性は経済労働を奨励する、グローバル化された資本主義の経済システムにおいて世帯を支える必要に迫られ、女性の従属と無給な家庭労働に頼らざるをえなくなった。これらの思想は多くの労働者によって吸収され、コミュニティに導入された」。資本主義の浸透により、性別の役割は外的要因が先住民族のコミュニティに強いられる中、だんだんと限定され、二分されるようになった。ヨーロッパ人が到来した以降、男性は労働者で女性は家事担当者とはっきりと区別されるようになった。
先住民族女性主義により、先住民族女性とメスティーソ女性の協力や接触が増えた。サパティスタが現れた後、多くの協力が起こるようになり、1994年1月の蜂起から6か月後、最初のチアパス州女性会議が行われ、その6か月後には全国女性会議がケレタロで行われ、メキシコ32州のうち14州から3千人以上の女性が出席した。1997年8月、先住民族女性が主催した最初の全国先住民族女性会合がオアハカ州で行われ、女性400人以上が出席した。これらの会議で討議された議題のうち、最も重要なものの1つにメスティーソ女性と先住民族女性の関係がある。メスティーソが「助ける」側、先住民族女性が「助けられる」側になることが多いのが問題となったのであった。
サパティスタ運動はゲリラ活動が女性解放をお題目に挙げた例としては初である。蜂起のときにサン・クリストバル・デ・ラス・カサスの占領を率いた上、革命女性法の制定にも関与したアナ・マリア少佐はインタビューで「普遍的な法律は作られたが、女性の法律はなかった。それで私たちは抗議して、女性の法律を作成すべきと主張して、そこで要求を出すことにした。私たちは政府に私たちを女性として認めさせようとした。平等の権利、男性と女性の平等。」と述べた。革命女性法はスサナ（Susana）という女性とラモナ司令官がいくつものコミュニティを訪れて、女性数千人の意見を求めた成果であり、1994年1月1日の蜂起においてサパティスタのほかの要求とともに政府につきつけられた。

### 革命女性法
サパティスタが蜂起した1994年1月1日、サパティスタ民族解放軍はほかの革命諸法とともに革命女性法を発布した。革命女性法は先住民族女性に諮問して作成した後、先住民地下革命委員会によって起草、批准された法律である。革命女性法は「伝統的な家父長主導」を変えようとしており、チアパスの女性の不満を対処した。これらの法律はサパティスタ民族解放軍の「権力の中心から軽んじられた者に権力を移す」試みと同時に行われた。下記は革命女性法を構成した10か条である。
1. 女性は種族、信仰、肌の色政治信条によって差別されず、自身の能力と意思によって革命闘争に参加する権利をもつ。
2. 女性は労働とその公正な対価を得る権利をもつ。
3. 女性は産んで育てる子供の数を決める権利をもつ。
4. 女性はコミュニティ事務に参加する権利と、自由かつ民主的に選出されて指導部に入る権利をもつ。
5. 女性は健康と栄養に関する初期治療を受ける権利をもつ。
6. 女性は教育を受ける権利をもつ。
7. 女性は恋愛と性のパートナーを選ぶ権利をもち、結婚を強制されない。
8. 女性は家族と他人から暴力や肉体的虐待を受けず、強姦と強姦未遂は厳罰されるべきである。
9. 女性は組織の指導部になることや、革命軍で階級をもつことができる。
10. 女性は革命法で定められるすべての権利と義務をもつ[17]。

### ポストコロニアル理論
ネオサパティスモはポストコロニアル理論、特にポストコロニアリズムのまなざしに注目している。最初にエドワード・サイードによってオリエンタリズムと呼ばれた「ポストコロニアリズムのまなざし」は植民者が元植民地国家の国民をどうみたかを解釈する語彙である。植民された国を「他者」の位置に置くことで、植民者が力のある征服者であるという本性を樹立し、その主観性を見失わないようにした。
ポストコロニアリズムのまなざしという理論は植民地化の元植民地住民に対する影響と、これらの住民が植民地時代の植民者（とその子孫）による差別と周縁化をどう乗り越えたかを研究する。メキシコにおいて、ポストコロニアリズムのまなざしは主にチアパス州など、先住民族が多く彼らに対する差別も多い地域で発展した。サパティスタは資本主義のグローバリゼーションの影響について多くの論点を挙げただけでなく、スペインの植民によって形作られた、長らく信じられたことにも疑問を示した。

## 文化思想
サパティスタはグローバリゼーションに反対して武装蜂起、チアパス紛争をおこしたことで知られている。反乱以降、サパティスタが支配した地域はメキシコの残りの地域から孤立した。サパティスタは現代の技術が人民に常に圧力をかけることを嫌い、より緩やかな進歩を好んだ。現地住民の多くは先住民族の言語を話し、世界中に広まったスペイン語を拒絶した。サパティスタは先住民族のマヤ文明とその慣習を教えた。公式のメキシコ学校はマヤ族の遺産や先住民族の言語を教えず、サパティスタが邪悪であることを教え、サパティスタの子供を叩いたことで批判された。サパティスタの学校において、スペイン植民の歴史はツェルタル人の歴史とともに教えられ、個人主義、競争、消費主義、私的所有制などの価値は真剣に疑問視され、コミュニティや結束などの思想が代替となった。授業はチョル語など先住民族の言語で行われることが多い。現地文化は誇りをもたれたが、サパティスタは同時にそれらを批判して、左翼の理想に適うよう変更した。例えば、チアパス地域の女性は結婚と多くの子供を産むことを強迫され、家事担当者として家に残るよう言われてきたが、サパティスタはこの伝統を終わらせ、現地コミュニティに女性主義をもたらそうとした。サパティスタは他人に押し付けず、批判を受け付ける文化でさえあれば基本的には現地文化を推奨している。

## 国際協調主義

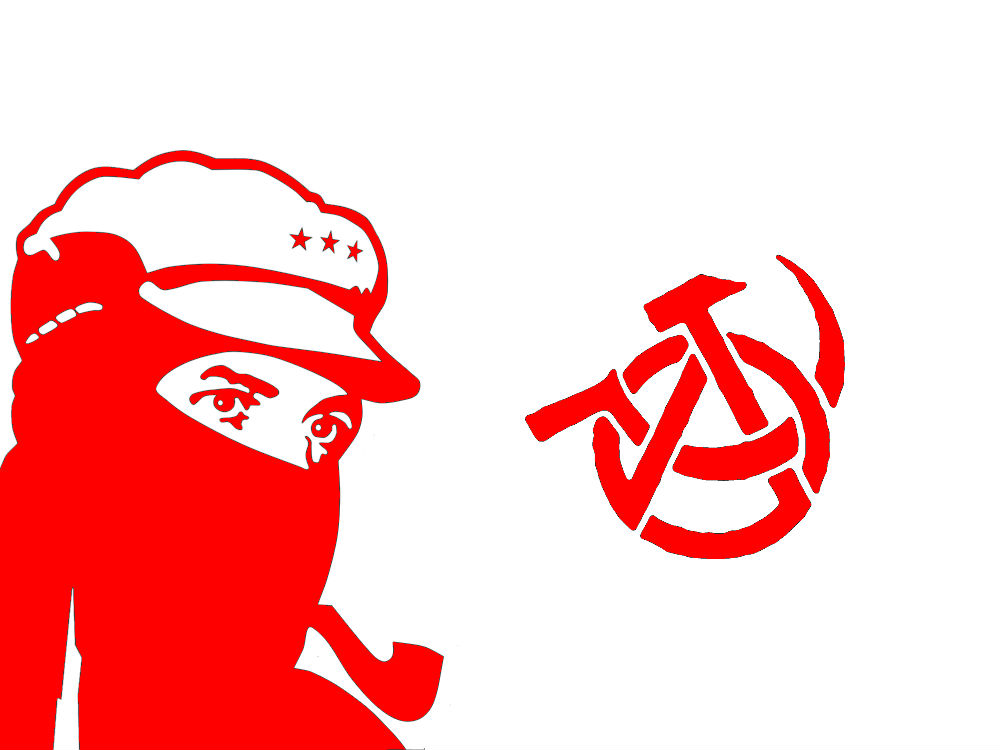
マルコス副司令官と無政府共産主義のシンボル。

サパティスタ運動とその思想は国際問題や国際政治の概念をあまり重視しないが、それに関する意見表明などはあった。サパティスタ運動は自身のように世界を資本主義の圧迫から解放する手段として国際協調主義を支持した。サパティスタ運動は世界中の支持者や類似した運動との連携を許しており、度々サパティスタ領チアパスの外で募金した。
サパティスタ、特にマルコス副司令官はやや反シオニズムの意見を発信している。彼はパレスチナ人の反抗を支持すると表明しており、イスラエルの対パレスチナ政策を批判した。彼はイスラエル軍がほとんどが罪のないパレスチナ人を攻撃する帝国主義の軍勢であると主張した。

## 積極行動主義
サパティスタ運動は資本主義が支配的な政局をどう変えていくか様々な立場をとった。サパティスタの革命哲学は幅広く複雑である。例えば、資本主義国家の選挙で投票すべきかの問題について、サパティスタの立場は資本主義における投票を完全に拒絶、抵抗運動を組織すべきと主張した。投票すべきかしないべきかは触れず、組織を呼び掛けるのみである。サパティスタは1994年の蜂起など武装闘争に取り組んできたが、その理由は平和抗議が成果を出せなかったためである。サパティスタはメキシコ政府が人民から断絶しすぎてそもそも正当性がないと考えた。チアパス紛争などの武装闘争以外にも別のキャンペーンといった平和な抗議活動も行っているが、一部は警察の介入もあり暴力的になっていった。